# Kimberly-Clark
Pour les articles homonymes, voir Kimberly et Clark.
Kimberly-Clark est une entreprise américaine qui produit principalement des produits de consommation destinés à l'hygiène personnelle et aux soins à partir de papier transformé à l'état de base. Les marques commerciales de la société Kimberly-Clark incluent les mouchoirs Kleenex, les produits d'hygiène féminine Kotex, le papier de toilette Cottonelle, les lingettes humides Wypall, les lingettes de nettoyage scientifique KimWipes et les couches jetables Huggies.  
Située à Irving, Texas elle emploie environ 43 000 salariés.

## Histoire
Kimberly-Clark a été fondé en 1872 à Neenah, dans le Wisconsin, avec 30 000 dollars américains de capitaux. La première exploitation de l'entreprise fut la transformation des copeaux de bois en matière première. 
À la fin de la Première Guerre mondiale, l’entreprise est confrontée à des stocks trop importants d'un de ses produits, le CelluCotton, servant à fabriquer des masques à gaz et bandages pour les blessés. Elle décide alors de créer Kotex, la première serviette menstruelle. Les serviettes hygiéniques ainsi proposées se fixent à la taille grâce à des épingles ou des ceintures. Pour en faire la publicité, la marque se fonde sur un récit qui ne repose sur aucun fait prouvé : les infirmières de guerre auraient utilisé pour leurs règles les bandages avec lesquels elles soignaient les soldats. Les premières campagnes publicitaires de Kotex, publiées dans la presse féminine américaine, posent les bases d'un « marketing de la honte », qui va durer une cinquantaine d'années dans les pays occidentaux : le mot « règles » est éludé, on ne parle pas de sang et aucune information sur les menstrusations n'est communiquée. « C’étaient des pubs très vagues, qui s’adressaient à ces dames des classes supérieures, car le matériau était cher. La serviette, qui n’était pas montrée et dont on ne savait donc pas à quoi elle servait, était pourtant présentée comme la pièce centrale de la garde-robe, avec des développements obscurs sur des valeurs de propreté, de progrès ». Ces bandages utilisés comme protection étaient jetables. « Quand ça s’est démocratisé, face à l’explosion des problèmes de plomberie (puisque ça finissait dans les toilettes), on a fini par conseiller aux femmes de les découper avant de les jeter… », précise Jeanne Guien, spécialiste universitaire du consumérisme.
En 1924, le kleenex est inventé par cette entreprise. Initialement, ce produit est destiné à être un tissu jetable utilisable pour se démaquiller. C'est un test consommateur de 1930 qui permet d'identifier le besoin qu'il va couvrir en définitive, au point de devenir un mot commun pour le désigner : le mouchoir  jetable. La société crée une société séparée, nommée International Cellucotton Products ou International Cellucotton Company pour la vente de produits d'hygiène. Les gammes de produits sont Kotex et Kleenex.
En 1955, Kimberly-Clark fusionne avec la société International Cellucotton Products, qu'elle avait créée en 1924, puis en 1962, avec la société Coosa River Newsprint Company. 
En 1995, Kimberly-Clark se porte acquéreur de Scott Paper Company pour un actif total de 9,4 milliards de dollars.
En 2010, le groupe se sépare des marques Sopalin et Le Trèfle, revendues au groupe italien Sofidel.
En 2012, l'entreprise décide de stopper la commercialisation de couches-culottes en Europe occidentale, ce qui entraîne la fermeture de cinq usines de production.
En septembre 2020, Kimberly-Clark annonce l'acquisition de Softex, une entreprise indonésienne spécialisée dans les couches, pour 1,2 milliard de dollars.
En juin 2025, Kimberly-Clark vend une participation de 51 % dans ses activités de mouchoirs (dont la marque Kleenex) et de papier toilette en dehors des États-Unis à Suzano, soit près de 9 000 employés et 22 usines.

## Relations avec Midwest Airlines

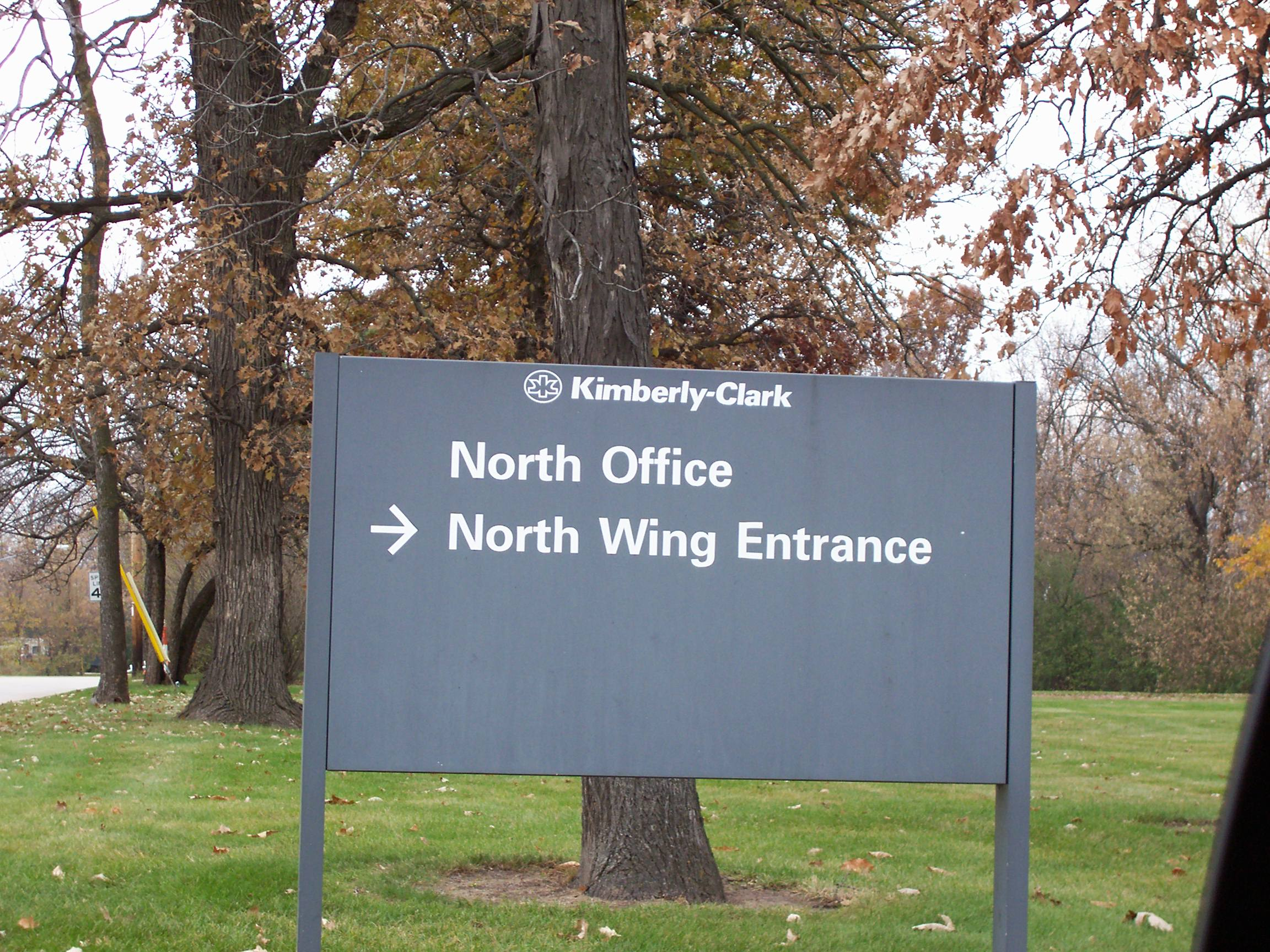
Indication d'un bureau de Kimberly Clark.

Midwest Airlines commence ses activités en 1948, quand la société Kimberly-Clark organise ses opérations de transport aérien de ses cadres et ingénieurs entre ses quartiers généraux basés à Appleton et ses usines.
En 1969 naît K-C Aviation, dédiée à l'exploitation d'appareils aériens corporatifs. Après la Loi de dérégularisation des compagnies aériennes adoptée par le Congrès américain en 1978, Kimberly-Clark et K-C Aviation décident de former une compagnie aérienne régulière, et de cette initiative est créé Midwest Express en 1984, dont le nom sera changé pour Midwest Airlines en 2003.

## Secteur d'activité
Il est essentiellement fondé sur les produits jetables destinés à la consommation immédiate. Il concerne le marché des produits de l'hygiène personnelle, du bain ainsi que de la maintenance. De nombreuses critiques sont émises, tant sur la pollution qui résulte de la fabrication de ces produits que sur la difficulté du recyclage des produits.

### Serviette jetable
Kleenex est la marque commerciale des mouchoirs en papier ou en tissu. Scott est le nom de marque des serviettes de table, serviettes de papier et de papier essuie-tout. VIVA  est le nom de marque des serviettes de papier épaisses.

### Hygiène intime féminine
Kotex est la marque commerciale des produits d'hygiène féminine de KC. La ligne de produit inclut les serviettes hygiéniques, les protège-dessous et les tampons.

### Couches jetables et protection contre l'énurésie
K-C produit plusieurs types de couches, dont la marque « Huggies » utilisée pour représenter les couches pour bébés. Elle produit également la marque de culottes d'entraînement à la propreté pour enfants « Pull-Ups »  et « Goodnites “Nighttime protection” » pour les enfants plus âgés, ainsi que la ligne de maillots de bain jetables connue sous le nom de « Little Swimmers ». La principale rivale du marché cible qu'exploite la compagnie Huggies en Amérique du Nord est Pampers.
Kimberly-Clark produit également la ligne « Huggies Preemie » conçue pour les enfants nés prématurément. Elles sont plus petites que les couches pour nouveau-nés et n'utilisent pas un revêtement super-absorbant. 
La ligne « Depend » est une marque commerciale de couches pour adultes destinés aux personnes souffrant d'incontinence urinaire ou fécale.
La ligne « DryNites » fut la version australienne et européenne des GoodNites de 1994 à 2006. Elles étaient plus petites, plus minces et unisexes. Cela fut transformé en 2006, et actuellement, les produits vendus sont les mêmes que ceux que l'on retrouve sur le marché nord-américain.

### Secteur des produits pour le bain
- Cottonelle est la marque commerciale des produits pour le bain de KC. La ligne de produits inclut les tampons pour le bain et les lingettes humides jetables.

- Little Swimmers est une marque commerciale de maillots de bain jetables pour enfants conçue pour protéger du gonflement le revêtement de la couche au contact de l'eau.

### Secteur des produits d'entretien ménager et scientifique

#### KimWipes
Les KimWipes sont des serviettes de tissu utilisées couramment dans les laboratoires. Elles sont composées de papier, silicone, et d'autres substances. Sous l'effet du silicone, le papier peut être rugueux au toucher. Les KimWipes sont utilisées parfois pour nettoyer une variété d'objets, dont les microscopes ou les lentilles. Mais son utilisation est déconseillée dans ces deux derniers cas car la surface de la lentille peut être abimée. Des lingettes spécifiques (lens tissue) sont préférables pour cette utilisation.

## Implantations
En France, le groupe possède deux usines, situées à Sotteville-lès-Rouen et à Villey-Saint-Étienne. 48° 43′ 14″ N, 5° 57′ 44″ E

## Principaux actionnaires
Au 13 mai 2020.
| The Vanguard Group               | 8,19% |
| Capital Research & Management    | 6,53% |
| SSgA Funds Management            | 5,42% |
| T. Rowe Price Associates         | 2,51% |
| BlackRock Fund Advisors          | 2,43% |
| Geode Capital Management         | 1,69% |
| Invesco Advisers                 | 1,61% |
| Massachusetts Financial Services | 1,41% |
| Northern Trust Investments       | 1,37% |
| Putnam                           | 1,33% |

## Controverses
En 2005, l'association écologique Greenpeace lançait une campagne contre Kimberly-Clark (K-C) en raison de leur responsabilité dans la destruction de la forêt boréale et pour protester contre ses méthodes de fabrication de tissu. K-C était accusé d'utiliser plus de 3 millions de tonnes de pulpe de bois pour confectionner ses produits jetables tels que ceux de la marque de mouchoirs Kleenex, dont à partir de pulpe de bois provenant de coupe à blanc des forêts anciennes de l'Ontario, de l'Alberta au Canada, ce qui menace des habitats de plus d’un milliard d’oiseaux migrateurs et d'habitats vitaux pour des espèces menacées telles que caribou des bois et carcajou. 
Cette accusation fut niée par K-C, mais lors de sa campagne internationale contre les coupes à blanc, Greenpeace fit publier des études prouvant, de son point de vue, des liens entre K-C et la destruction des forêts anciennes du Canada, alertant l'opinion publique afin de faire pression sur Kimberly-Clark et inciter les consommateurs à changer leurs habitudes de consommation au profit de fabricants plus écologiques disposant d'écolabels ou d'écosociolabels qui soient crédibles.
En 2009, K-C s'est dit contre l'abattage des forêts anciennes ou protégées. KC affirme aussi vouloir collaborer avec Greenpeace pour protéger les forêts boréales anciennes. En réponse à 5 ans de campagne de Greenpeace, K-C s'est engagé ;
- à développer un programme interne rigoureux de certification forestière avec le FSC,
- à inspecter de manière détaillée ses fournisseurs de pâte à papier afin de s'assurer de leur conformité à la politique de viabilité de Kimberly-Clark [10]
- à accroître la proportion de fibres recyclées de ses produits
- à - sauf en répondant à certains critères écologiques stricts - ne cesser ses achats (325 000 t/an de pâte) provenant antérieurement des forêts du bassin des rivières Kenogami et Ogoki (deux forêts anciennes couvrant dans le nord de l'Ontario 3 millions d’hectares, au cœur d’une zone relativement vierge de pressions humaines. Cette pâte provenait d'une entreprise refusant de protéger les zones menacées de ces forêts et de fournir à Kimberly-Clark des pâte certifiées par le FSC. Dès 2012, Kimberly-Clark n'utilisera plus de fibres issues de la forêt boréale, sauf si elles respectent les 10 principes et critères du FSC.

Greenpeace estimait dans une conférence de presse commune que cet engagement, de la part d'une entreprise consommant plus de 4,5 millions de tonnes de fibre et de pâte par an, pourra servir de modèle à d'autres entreprises.